# Лидија Брадара
Лидија Брадара (Кисељак, 17. август 1971) босанскохерцеговачка је политичарка. Од 28. фебруара 2024. обавља функцију предсједнице Федерације Босне и Херцеговине. Између 2019. и 2023. била је посланица Дома народа Парламентарне скупштине Босне и Херцеговине. Чланица је Хрватске демократске заједнице.

## Биографија
Рођена је 17. августа 1971. у хрватској породици у Кисељаку. Завршила је Универзитет у Сарајеву.